# خط سوم (کتاب)
خط سوم عنوان کتابی است اثر دکتر ناصرالدین صاحب‌الزمانی دربارهٔ شخصیت، سخنان و اندیشه شمس تبریزی.

## عنوان کتاب
عنوان کتاب برگرفته از سخنی معروف از شمس تبریزی است به این صورت
"گفتند: ما را تفسیر قرآن بساز! گفتم: تفسیر ما چنان است که می‌دانید! نی از محمد و نی از خدا! این «من» نیز منکر می‌شود مرا! می‌گویمش: چون منکری، رها کن، برو! ما را چه صداع (دردسر) می‌دهی؟! می‌گوید: نی! نروم!... سخن من فهم نمی‌کند. چنان که آن خطاط سه گونه خط نوشتی: یکی او خواندی، لا غیر! یکی را هم او خواندی هم غیر! یکی نه او خواندی نه غیر او! آن [خط‌ سوم] منم که سخن گویم. نه من دانم، نه غیر من!"
تعبیر اصطلاح‌واره «خط سوم»، در اصل متن نقل شده از شمس تبریزی، نیامده است. لیکن، مؤلف با توجه بر تأکید عدد سه در جمله «آن خطاط»، و با توجه به علامتگذاریهای خوانشی برخی سخنوران و علائم نگارشی مرسوم‌ ویراستاری در چاپهای اصل متن کتب، نتیجه گرفته که پیامد آشکار منطقی و دستوری «آن منم» عبارتست از: آن [خط‌سوم] منم. به همین جهت در ضمن دو قلاب که حاکی از افزودن بر اصل متن است آورده است و به استناد همین دریافت، عنوان کتاب خود را «خط سوم» قرار داده است.

## نظام و محتوا
اولین بخش کتاب با عنوان «دیگران، دربارهٔ شمس» شامل گزینشی کوتاه از مهمترین نوشته‌های فارسی دربارهٔ شمس است. نویسنده مهمترین این نوشته‌ها را سه اثر می‌داند:
۱) بهاءالدین سلطان ولد (۷۱۲ ۶۲۳ هـ/ ۱۳۱۲ ۱۲۲۶م)؛ مثنوی ولد یا ولد نامه، تصحیح جلال همایی، تهران، ۱۳۱۵. سلطان ولد فرزند مولوی است که خود، شمس را دیده است و زندگانی پدر خویش و برخورد او را با شمس به مثنوی سروده است.
۲) شمس الدین احمد افلاکی؛ مناقب العارفین، تصحیح تحسین یازیجی، انتشارات انجمن تاریخ ترک، آنکارا، جلد یک، ۱۹۵۹، جلد دو، ۱۹۶۱. افلاکی اثر خود را در ۷۱۸ هجری/ ۱۳۱۸ میلادی آغاز کرده است و از معاصران مولانا و فرزند او، سلطان ولد، به شمار می‌رود.
۳) فریدون بن احمد سپهسالار؛ رساله در احوال مولانا جلال الدین، تصحیح سعید نفیسی، کتابخانه اقبال، تهران، ۱۳۲۵. سپهسالار نیز رساله خود را در سال‌های میان ۷۲۹ ۷۱۹ هـ/ ۱۳۲۸ ۱۳۱۹ م تألیف کرده است و از عارفانی به شمار می‌رود که محضر مولانا را شخصاً درک کرده‌اند.
بدین ترتیب، مؤلف با تکیه به این سه منبع که اطلاعات معاصران شمس را به دست می‌دهد برای نمودن خصوصیات اخلاقی، شخصیت و درک زندگانی شمس سود برده است تا خواننده خود، کم و بیش، در سیر زندگانی شمس از آغاز تا به انجام قرار گیرد.
بخش دوم که در واقع بخش اصلی کتاب است «کاوشی در شخصیت و آرمان شمس» نام دارد دارای سرفصلهای زیر است:

۱- شمس زایشگر

۲- شخصیت شمس

۳- شاهد سقوط زمان

۴- عرفان درون
این بخش دربرگیرنده نگاهی روان‌شناسانه به شمس و نیز جامعه‌شناسانه به فضای پیرامون او و نقش اوضاع نابسامان اجتماعی در شکل‌گیری افکار و احوال شمس تبریزی. عصر شمس عصر انحطاط ارزشهاست. حرکتها همه یا اساس بر بی‌اساسی دارند یا در نطفه خاموش شده‌اند. سویی زاهدان هرسویی، گوشه‌ای امیران عیاش شاهدباز، در شمال‌شرق فریاد ضدبشری مغولان، آنسوتر در کشاکش جنگ با تتاران، و در غرب خلیفه که با نام دین فساد را هر سو کشانده. تفاوتهای حیرت‌انگیز طبقاتی شمس را بیزار از تمکن می‌کند. فساد و پیروی از شهوت و خودکامگی جامعه را در میان گرفته و شمس نیاز به شوریدن را احساس می‌کند.
آخرین بخش کتاب اختصاص به سخنان شمس تبریزی دارد که در آن سخنان او با موضوعاتی دربارهٔ انسان، دربارهٔ دیگران، دربارهٔ خود، داستان‌ها، آرمانگرایی‌ها، کلمات قصار و طنزها آمده است؛ و در پایان کتاب نیز فهرستها، نشانه‌های اختصاری، منابع و مآخذ آمده است.
این کتاب تا سال ۱۳۸۹ به چاپ بیست و دوم رسیده است.

## انتشارات
کتاب خط سوم یکی از مهم‌ترین آثار منتشر شده توسط انتشارات عطامید (عطایی) است. این انتشارات با قدمت قریب بر یک قرن، یکی از زیرمجموعه های موسسه فرهنگی امید اخباراتی (Omid Akhbarati Institute) است و موسس آن احمد عطایی، از پیش کسوتان حوزه نشر می باشد.